# Urs Eiselin
Urs Eiselin (Sarnen, 8 de agosto de 1976) es un deportista suizo que compitió en snowboard. Ganó una medalla de plata en el Campeonato Mundial de Snowboard de 2005, en la prueba de eslalon gigante paralelo.

## Medallero internacional
| Campeonato Mundial | Campeonato Mundial | Campeonato Mundial | Campeonato Mundial       |
| Año                | Lugar              | Medalla            | Competición              |
| ------------------ | ------------------ | ------------------ | ------------------------ |
| 2005               | Whistler (Canadá)  | Medalla de plata   | Eslalon gigante paralelo |